# Ondřej Macl
Ondřej Macl (* 24. prosince 1989 Hradec Králové) je český spisovatel, performer, sociální pracovník a literární kritik. Vystudoval sociální práci a žurnalistiku na Masarykově univerzitě, autorské herectví na DAMU a srovnávací literaturu na Univerzitě Karlově, kde obhájil dizertační práci s názvem České moře. 
Od roku 2021 pracuje jako hlavní editor revue Prostor, pravidelně psal také do časopisů Tvar nebo Host. Působil jako asistent lidí s duševním znevýhodněním.
Za svůj knižní debut Miluji svou babičku víc než mladé dívky získal v roce 2018 Cenu Jiřího Ortena.

## Dílo
- Miluji svou babičku víc než mladé dívky (Dauphin, 2017)

/ do němčiny přeložila Julie Miesenböck jako Liebe Babička (Parasitenpresse, 2023)
- K čemu jste na světě (Petr Štengl, 2018)

- Výprava na ohňostroj (Petr Štengl, 2019)
- Baban Rejdiš: Legenda o Bocianovi (Viriditas, 2021)

## Překlady
- Oscar Wilde: Umělec: básně v próze (Adolescent, 2023; doplněno autorským dopisem Polibky na Wildeův hrob)
- Roland Barthes: Deník smutku (Fra, 2023)
- Sibylle Berg: Triptych o nenávisti aneb cesty z krize (Dilia, 2023; přebásnil rýmované pasáže v překladu Julie Adam)
- François Rabelais: Gargantua (Academia, 2023; zpracoval kapitoly 2, 54, 58)

## Ocenění
- mistr republiky ve slam poetry, 2009
- Cena Jiřího Ortena, 2018
- Cena Václava Buriana, 2021